# Acacia subulosa
Acacia subulosa é uma espécie de leguminosa do gênero Acacia, pertencente à família Fabaceae.